# Daraya
Dārayā (in arabo  داريا‎?) è una città della Siria, a 10 chilometri circa a ovest di Damasco, e si erge a 689 s.l.m..

Fa parte del Governatorato del Rif di Damasco e del distretto che porta il suo nome.
La sua popolazione di 75 134 persone la colloca al 19º posto tra le città più popolose della Siria.
Nel 2011, come le altre città siriane, è stata teatro di manifestazioni e fiaccolate contro il regime al potere.